# Wasyl Jarmoła
Wasyl Jarmoła, ps. „Jar” (ur. 3 stycznia 1913 w Wierzbicy, zm. prawdopodobnie 30 lipca 1947 na terenie powiatu hrubieszowskiego) – ukraiński dowódca wojskowy, sierżant (buławny) UPA.
Był dowódcą sotni „Wowky 1” (99), należącej do kurenia „Berkuta”.